# Czarnotek rudoskrzydły
Czarnotek rudoskrzydły (Onychognathus morio) – gatunek średniej wielkości ptaka z rodziny szpakowatych (Sturnidae). Występuje w Afryce, od Sudanu Południowego i Etiopii po RPA; druga część populacji, występująca od zachodniego Sudanu po Senegal i południową Mauretanię, bywa uznawana za osobny gatunek (czarnotek grubodzioby). Liczebność populacji wzrasta, gatunek niezagrożony wyginięciem.

## Systematyka
Systematyka gatunku jest kwestią sporną. Część autorów wyróżnia tylko dwa podgatunki: O. m. rueppellii i O. m. morio. Inni, np. autorzy Kompletnej listy ptaków świata, do O. morio wliczają także dwa podgatunki wydzielane często do osobnego gatunku Onychognathus neumanni (czarnotek grubodzioby): O. m. neumanni i O. m. modicus; razem daje to zatem cztery podgatunki.
Znaczenie nazwy naukowej
Nazwa rodzajowa, Onychognathus, pochodzi od greckich słów onux, onukhos oznaczających pazur lub paznokieć oraz gnathos, szczęka. Nazwa gatunkowa morio pochodzi od łacińskiego słowa morio, oznaczającego ciemnobrązowy kamień lub czarny kwarc.

## Zasięg występowania
Poszczególne podgatunki zamieszkują:
- O. morio rueppellii – Sudan Południowy do centralnej Etiopii i północnej Kenii
- O. morio morio – czarnotek rudoskrzydły – od Ugandy i Kenii do Botswany i południowej części RPA
- O. morio modicus – wschodni Senegal i południowa Mauretania do zachodniego Mali i północnego Wybrzeża Kości Słoniowej
- O. morio neumanni – czarnotek grubodzioby – wschodnie Mali do zachodniego Sudanu i zachodniej Republiki Środkowoafrykańskiej

## Środowisko
Pierwotnie czarnotek rudoskrzydły zasiedlał skaliste górskie obszary oraz wąwozy, które, porastając roślinnością, zapewniały mu pożywienie. Obecnie spotykany również na terenach zurbanizowanych. Występuje na wysokości do 4000 m n.p.m.

## Morfologia
Długość ciała wynosi 30 cm, zaś masa ciała 115–155 g. Dziób mierzy około 2,8 cm, skrzydło 15,2 cm, ogon 13,5 cm, a skok 3,3 cm. Upierzenie samca w większości czarne z granatową opalizacją. Lotki I i II-rzędowe pomarańczowe z czarnymi zakończeniami. Samica różni się jedynie brązowoszarą głową, brodą i piersią. Osobniki młodociane podobne do samców, lecz bez połysku; mają brązowe dzioby i tęczówki.

## Zachowanie
Zazwyczaj odzywa się płaczliwym, długim spreeu. Głos kontaktowy to twee-twoo. Odgłos alarmowy stanowi szorstkie tchorr, zaś gdy przepędza drapieżnika wydaje z siebie głośne kwok-kwok. Żywi się owocami, jagodami, a niekiedy nektarem i nasionami. Pożywienia szuka skacząc po ziemi lub na krzewach i drzewach. Może także zjadać pokarm zwierzęcy, jak małe jaszczurki, padlina, płazy, kraby, skorpiony, pająki, duże owady lub ślimaki i inne mięczaki. Duże nasiona zwraca. Większą zdobycz dzieli na mniejsze części na kamieniu; takie małe kawałki otrzymują także pisklęta. W okresie pozalęgowym przebywa w stadach do 200 osobników.

## Lęgi
W okresie lęgowym staje się agresywny i przegania z okolic gniazda inne zwierzęta, ptaki i ludzi. Monogamiczny, pary mogą utrzymywać się przez kilka sezonów lęgowych. Wyprowadza dwa lęgi w trakcie sezonu. Gniazdo mieści się na krawędzi skały lub klifu, niekiedy przy nasadzie liścia palmy; w przeciwieństwie do innych szpakowatych nie w dziupli czy innym zagłębieniu. Budulec stanowią błoto, trawa, korzenie i patyki, zaś wyściółkę włosie, trawa i nienaturalne elementy. Samica składa 2–4 jaja; inkubacja trwa około 14 dni. Samiec karmi samicę w trakcie, gdy ona zajmuje się lęgiem. Pisklęta karmią oba ptaki z pary. Są w pełni opierzone po 22–28 dniach od wyklucia.
W gnieździe jako pasożyt lęgowy znaleźć się może kukułka czubata (Clamator glandarius). Drapieżnikami, które mogą zagrażać jajom i pisklętom są kruk srokaty (Corvus albus) oraz owadożer palmowy (Polyboroides typus), a także pawiany.

## Status
IUCN dzieli ten takson na dwa gatunki, oba z nich zalicza do kategorii najmniejszej troski (LC, Least Concern); trend liczebności ich populacji uznawany jest za wzrostowy.